# Huriel
Huriel je francouzská obec v departementu Allier v regionu Auvergne. V roce 2011 zde žilo 2 609 obyvatel. Je centrem kantonu Huriel.

## Sousední obce
Archignat, Domérat, Chambérat, La Chapelaude, Quinssaines, Saint-Martinien

## Vývoj počtu obyvatel
Počet obyvatel 